# James Webster

a Compétitions nationales et continentales officielles uniquement.

James Webster, né le 11 juillet 1979 à Sydney (Australie), est un ancien joueur de rugby à XIII australien évoluant au poste de demi de mêlée reconverti entraîneur. En tant que joueur, il a évolué dans la National Rugby League sous les couleurs des Eels de Parramatta avant de rejoindre la Super League tout d'abord à Hull KR puis à Hull FC, enfin il rejoint les Vikings de Widnes en National League One (antichambre de la Super League).
En tant qu'entraîneur, il prend en main l'équipe de Wakefield en cours de saison 2014 après le limogeage de Richard Agar mais est également limogé la saison suivante en mai 2015. En 2016, il est nommé au poste d'entraîneur d'Hull KR après le limogeage de Chris Chester.

## Palmarès

### En tant que joueur
- Collectif :
  - Vainqueur du Championship[1] : 2006 (Hull KR).

### En tant qu'entraîneur
- Collectif :
  - Finaliste du Championship : 2021 (Featherstone).